# الإعاقة في أنغولا
في القانون الأنغولي، تُعرَّف الإعاقة على النحو التالي:
 
الأشخاص ذوو الإعاقة هم جميع أولئك الذين، نتيجة فقدان أو خلل – سواء خلقي أو مكتسب – في الوظائف النفسية أو الفكرية أو الفسيولوجية أو التشريحية أو في بنية الجسم، يواجهون صعوبات خاصة، والتي، بالاقتران مع العوامل البيئية، من المرجّح أن تقيّد أنشطتهم أو تعيق مشاركتهم على قدم المساواة مع الآخرين.
وقد صادقت أنغولا على كل من اتفاقية حقوق الأشخاص ذوي الإعاقة والبروتوكول الاختياري لاتفاقية حقوق الأشخاص ذوي الإعاقة في مايو 2014.

## الحرب الأهلية الأنغولية
أسهم الحرب الأهلية الأنغولية التي استمرت لعقود بعد الاستقلال في عام 1975 بشكل كبير في ارتفاع أعداد المصابين بإعاقات في البلاد، سواء نتيجة الإصابات المباشرة أو مخلفات الحرب مثل الألغام.
وبحسب التعداد العام للسكان والمساكن لعام 2014، فإن 2.5% من السكان لديهم إعاقة جسدية أو اضطراب عقلي. ومع ذلك، تعرض هذا الإحصاء لانتقادات بسبب تركيزه على المصابين بالحرب، دون تغطية كافية للإعاقات الناتجة عن أسباب أخرى، كما أُشير إلى أن هذه الأرقام قديمة ولا تعكس الواقع الحالي بدقة.
تُقدّر أعداد الأنغوليين الذين أُصيبوا بسبب الألغام الأرضية ومخلفات الحرب المتفجرة الأخرى بما بين 60,000 و88,000 شخص، إلا أن الأرقام الحقيقية قد تكون أعلى نظرًا لعدم الإبلاغ عن العديد من الحالات.
شاركت أنغولا لأول مرة في الألعاب البارالمبية الصيفية 1996، واستمرت في المشاركة في كل نسخة من الألعاب الصيفية منذ ذلك الحين، لكنها لم تشارك قط في الألعاب البارالمبية الشتوية.